# Olenivka, Huseatîn
Olenivka (în ucraineană Оленівка) este un sat în așezarea urbană Hrîmailiv din raionul Huseatîn, regiunea Ternopil, Ucraina.

## Demografie
Componența lingvistică a localității Olenivka
     Ucraineană (99,71%)
     Alte limbi (0,29%)
Conform recensământului din 2001, majoritatea populației localității Olenivka era vorbitoare de ucraineană (99,71%), existând în minoritate și vorbitori de alte limbi.